# Viola samothracica
Viola samothracica är en violväxtart som först beskrevs av Árpád von Degen, och fick sitt nu gällande namn av Raus. Viola samothracica ingår i släktet violer, och familjen violväxter. Inga underarter finns listade i Catalogue of Life.